# Licence CeCILL
La licence CeCILL est une licence de logiciel libre. C'est l'abréviation de « CEA CNRS INRIA logiciel libre ».

## Buts
Elle a été créée par des organismes de recherche français : le CEA (Commissariat à l'énergie atomique et aux énergies alternatives), le CNRS (Centre national de la recherche scientifique) et l'INRIA (Institut national de recherche en informatique et en automatique), pour plusieurs raisons :
- afin de garantir aux créateurs et aux utilisateurs de logiciel libre le respect du droit français
  - en matière de responsabilité civile ;
  - en matière de droit de la propriété intellectuelle (notamment en ce qui concerne les droits patrimoniaux) ;
- et de garantir le respect des principes du logiciel libre, à savoir libre accès au code source, libre utilisation, libre modification, libre redistribution.

Elle précise certaines notions telles que l'acceptation de la licence (décrite comme un contrat) qui débute à la date de téléchargement du logiciel par l'utilisateur, et les droits de vente de services associés.
Pour conserver une compatibilité avec la licence GNU GPL, elle prévoit que si un logiciel régi par la CeCILL intègre du code régi par la GPL, ou est intégré dans la GPL, alors c'est la GPL qui s'applique.
Un site Web est consacré à CeCILL où l'on peut trouver le texte de la licence sous plusieurs formats ainsi qu'une FAQ.

## Versions
- La version 1 est publiée en 2004.
- La version 2 est publiée le 21 mai 2005.
  - Certaines de ses évolutions ont été discutées avec la FSF. Pour améliorer la compatibilité avec la GNU-GPL, elle cite désormais le nom de la licence en entier (au lieu de GPL) ; elle est également traduite en anglais. Mais elle conserve sa référence au droit français, ce qui lui confère toujours une certaine originalité dans le logiciel libre, et apporte une sécurité, puisque même à l'étranger, la résolution d'un litige se fera selon le droit français.
  - Cependant, cette version 2 apporte un plus non négligeable : les deux textes officiels en français et en anglais ont une valeur légale égale, ce qui facilite grandement son interprétation au niveau international. Le choix de la langue n'implique pas pour autant le choix du droit applicable. Cette licence est maintenant en cours de validation selon le droit communautaire de l’Union européenne (et pourrait faire l’objet de traductions supplémentaires reconnues dans d’autres langues de l’Union), et a acquis un support important dans de nombreuses communautés du logiciel libre dans le monde, en dépit de son originalité.
  - C'est en fait la première licence publique multilingue, et qui fonctionne et permet une totale protection dans des cadres légaux plus restrictifs, car elle est reconnue par un droit national lié aux conventions internationales (OMPI et conventions associées) de protection des droits d'auteurs. Elle offre donc une meilleure protection internationale des auteurs de logiciel libre que la licence GPL seule (dont certaines parties sont inapplicables dans certains pays hors les États-Unis, défauts reconnus par les auteurs de la GPL v2 eux-mêmes), notamment contre la possibilité du dépôt ultérieur abusif de brevets concurrents qui tenteraient d'invalider cette licence dans un des très nombreux pays membres de l'OMPI, privant ainsi l'auteur de logiciel libre de la possibilité d'utiliser et distribuer librement son logiciel sans contrepartie financière.
  - La seule chose qui pourrait casser cette licence, puisqu'elle est encore de droit français, serait une décision de justice française qui en limiterait la portée ou certaines clauses. La validation en cours de la licence au niveau européen rendra cette cassation encore plus difficile au niveau international, car il faudra aussi obtenir un second jugement par une Cour européenne de justice. Rien ne s'opposerait plus alors à sa reconnaissance directe par l'OMPI et non seulement par des accords de réciprocité et une négociation.
  - La définition du droit applicable n'est pas limitative puisque les parties concédantes et licenciées disposent de la possibilité de s'entendre pour désigner une Cour compétente, afin de régler leur litige selon un autre droit, sans engager pour autant la validité du texte pour les autres utilisateurs de la même licence non parties à ce litige, puisque le texte lui-même reste protégé par le droit français (le texte de la licence est signé, déposé et protégé par le droit d'auteur contre les modifications, mais les auteurs de la licence ne font pas partie du contrat de licence liant un concédant à un licencié, selon la définition même des parties et de l'objet du contrat explicités dans le contrat lui-même).
- La version 2.1 de CeCILL est sortie le 21 juin 2013. Issue des discussions dans le cadre de l'Open Source Initiative (OSI), elle est maintenant reconnue officiellement comme une licence Open Source par cet organisme. La compatibilité a également été améliorée (avec les licences GNU Affero GPL et EUPL).

## Autres licences CeCILL
Le projet CeCILL propose deux autres licences :
- CeCILL-B, qui est totalement compatible avec les licences de type BSD (BSD, X11…) qui ont une forte obligation de citation (qui va plus loin qu'une simple note de copyright). La licence GNU GPL ne supporte pas cette exigence ; ce qui la rend incompatible avec CeCILL-B.
- CeCILL-C, pour « composant », qui est totalement compatible avec la licence GNU LGPL de la FSF.